# Louis Cane
 Louis Cane (Beaulieu-sur-Mer, 13 de diciembre de 1943-París, 4 de noviembre de 2024) fue un escultor y pintor francés.

## Datos biográficos
En 1961, ingresó en la École nationale des arts décoratifs de Niza Nice, posteriormente realizó dos años de estudios en la Escuela nacional superior de artes decorativas de París.

## Obras
- Toile sur sol, 1973, óleo sobre tela, 640 x 22 cm, Musée d'art de Toulon.
- Accouchement, 1982, óleo sobre tela, 230,5 x 230 cm, Musée d'art de Toulon.